# Playboi Carti
Playboi Carti, właśc. Jordan Terrell Carter (ur. 13 września 1995 w Atlancie) – amerykański raper i autor tekstów. Jako wpływowa postać swojego pokolenia, przyczyniła się do rozwoju muzyki trap i jej podgatunku rage. Pierwszy raz podpisał kontrakt z lokalną wytwórnią płytową Awful Records w 2014 roku, a dwa lata później, podpisał kontrakt z wytwórnią płytową kolektywu hiphopowego A$AP Mob AWGE w ramach joint venture z Interscope Records. Carter zyskał popularność po wydaniu swojego debiutanckiego mixtape'u Playboi Carti (2017), który dotarł do 12. miejsca na liście przebojów Billboard 200 w USA i zaowocował singlami „Magnolia” i „Wokeuplikethis” (z udziałem Lil Uzi Verta), które znalazły się na liście Billboard Hot 100.
Debiutancki album studyjny Cartera Die Lit (2018) odniósł kolejny sukces komercyjny, zajmując trzecie miejsce na liście Billboard 200. Po dwuletniej przerwie jego drugi album studyjny, Whole Lotta Red (2020), zadebiutował na szczycie list przebojów i spotkał się z pozytywnymi recenzjami; został wymieniony wśród najlepszych albumów tego roku przez Rolling Stone i The Washington Post, a Rolling Stone umieścił go na swojej liście „200 najlepszych albumów hip-hopowych wszech czasów”. Wystąpił gościnnie w singlu ¥$ z 2024 roku, „Carnival”, który stał się jego pierwszą piosenką, która znalazła się na szczycie listy Billboard Hot 100. W marcu 2025 roku, Carter wydał swój długo oczekiwany trzeci album studyjny Music (2025).
Oprócz kariery nagraniowej Carter założył w 2019 roku wytwórnię płytową i kolektyw rapowy Opium, za pośrednictwem którego podpisał kontrakt z podobnymi sobie estetycznie raperami z Atlanty, Kenem Carsonem i Destroy Lonely, a także duetem trapowym Homixide Gang.

## Życiorys
Jordan Terrell Carter urodził się 13 września 1995 roku w Atlancie w stanie Georgia. Dorastał w pobliskim przedmieściu Riverdale. W wywiadzie dla Complex w 2016 roku stwierdził: „Moja mama nie potrafiła mi nic powiedzieć. Nikt nie potrafił mi nic powiedzieć”. Ten styl życia wpłynął na to, że Carter w młodości popadł w kłopoty i odszedł od pomysłu kontynuowania nauki po szkole średniej. Uczęszczał do North Springs Charter High School w Sandy Springs.
Zanim zajął się rapem, Carter marzył o zostaniu gwiazdą NBA. W wywiadzie dla The Fader powiedział: „Byłem młody i nie chodziłem na treningi. To był czas, kiedy naprawdę unikałem szkoły i wszystko było związane z koszykówką, a nie rapem. Paliłem przed treningiem, wchodziłem na boisko i rzucałem 30”. Przestał grać w koszykówkę po nieporozumieniu z trenerem. Następnie poświęcił się muzyce. Carter regularnie opuszczał zajęcia w szkole średniej, aby pracować nad swoją muzyką lub chodzić do pracy w H&M, przez co ledwo ukończył szkołę średnią. W wywiadzie dla The Fader powiedział: „Byłem na zajęciach ze studentami pierwszego roku i kończyłem pracę, i gdybym skończył dziewięć zadań przed tym czasem, mógłbym ukończyć studia”.
Od najmłodszych lat Carter wykształcał w sobie unikalne wyczucie mody, robiąc zakupy w sklepach z używaną odzieżą. W wywiadzie dla Vogue powiedział, że drwiono z niego z powodu jego wyborów modowych, takich jak noszenie kolorowych, obcisłych dżinsów.

## Kariera

### 2011–2016: Początki

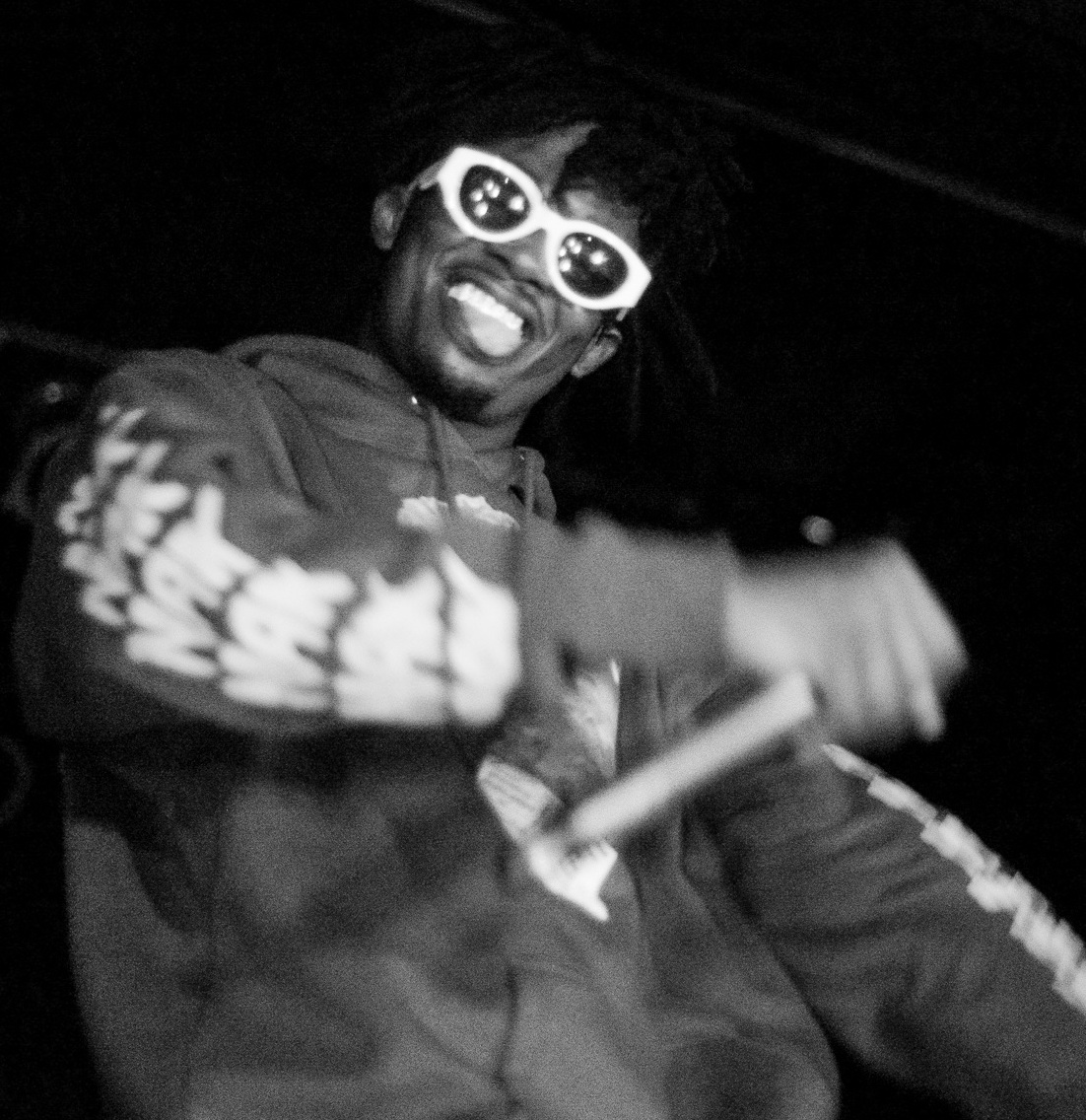
Carter podczas koncertu w 2016 roku

Playboi Carti rozpoczął karierę muzyczną pod pseudonimem Sir Cartier w 2011 roku, początkowo umieszczając swoje pierwsze utwory na platformie SoundCloud. W 2013 roku zmienił nazwę na Playboi Carti i poszerzył zasięg, udostępniając swoją muzykę na platformach takich jak Newgrounds. W 2014 roku, po spotkaniu swojego kolegi z Atlanty, Ethereala, producenta i członka undergroundowego kolektywu Awful Records, Carter wkrótce dołączył do składu Awful. Carter przyznał, że to właśnie Ethereal pomógł mu odkryć i rozwinąć jego charakterystyczne brzmienie.
Kiedy Carter postanowił poświęcić się muzyce na pełen etat, podjął ważną decyzję o przeprowadzce do Nowego Jorku, gdzie tymczasowo zamieszkał u znajomego handlarza narkotyków. W tym czasie często spotykał członków wpływowego A$AP Mob, ostatecznie poznając ASAP Bari, który przedstawił go ASAP Rocky'emu. To połączenie odegrało kluczową rolę w karierze Cartiego, ponieważ towarzyszył Rocky'emu w podróży do Teksasu, co zapoczątkowało jego karierę w przemyśle muzycznym.
W 2015 roku Carter zaczął przyciągać powszechną uwagę za sprawą wydania singli „Broke Boi” i „Fetti” z udziałem Dasha i Maxo Kreama. Te utwory, udostępniane na SoundCloud, szybko zyskały popularność na scenie undergroundowej. W tym samym czasie Carter aktywnie współpracował z artystami z rozwijającej się sceny rapu undergroundowego w Atlancie, w tym z UnoTheActivist, Thouxanbanfauni, Yung Bans, Lil Yachty, a także z producentami MexikoDro i Icytwat. Jego rosnący wpływ doprowadził do tras koncertowych z ASAP Fergiem i Lil Uzi Vertem, co ostatecznie zaowocowało kontraktem płytowym z Interscope Records. W 2016 roku oficjalnie podpisał kontrakt z wytwórnią AWGE należącą do ASAP Mob, nawiązując współpracę z jednym z najbardziej wpływowych kolektywów hip-hopowych.

### 2017–2020:Playboi Carti,Die LitiWhole Lotta Red

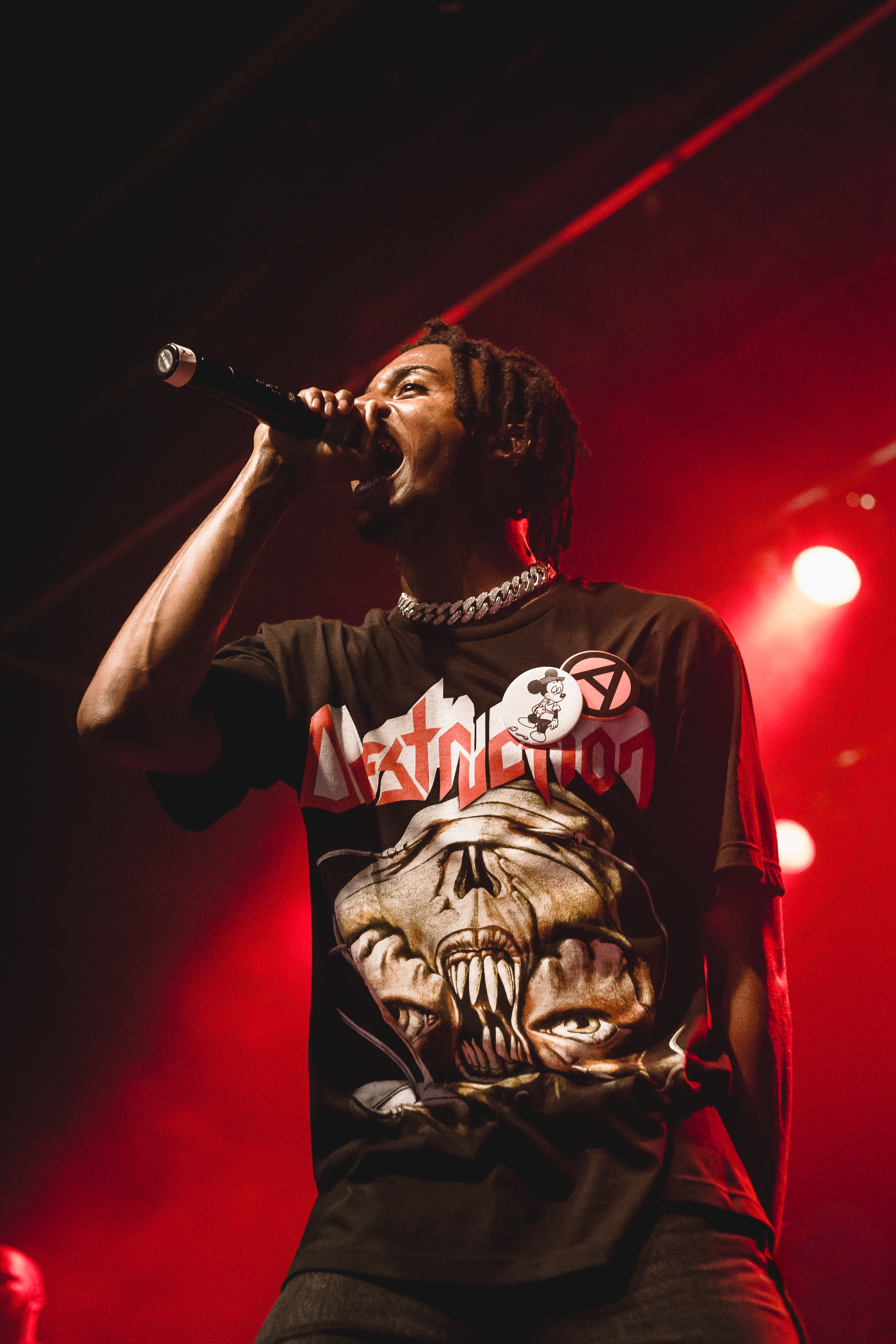
Carter występujący w sierpniu 2017 roku

Playboi Carti wydał swój debiutancki mixtape o tym samym tytule w kwietniu 2017 roku, który przyciągnął znaczną uwagę głównych wydawnictw muzycznych, takich jak XXL. Pitchfork, Spin, HotNewHipHop, i PopMatters. Mixtape zadebiutował na 12. miejscu na liście Billboard 200 i zawierał dwa udane single: „Magnolia”, który dotarł do 29. miejsca na Hot 100, oraz „Wokeuplikethis” z udziałem Lil Uzi Verta, który dotarł do 76. miejsca. Aby promować mixtape, Carter wyruszył w trasę koncertową u boku Gucci Mane’a i Dreezy’ego. W czerwcu 2017 roku został zaliczony do „2017 Freshman Class” magazynu XXL, na liście której znaleźli się również tacy raperzy jak XXXTentacion, A Boogie wit da Hoodie czy Ugly God. W tym okresie Carter pojawił się na singlu kolektywu ASAP Mob „Raf” z ich albumu Cozy Tapes Vol. 2: Too Cozy i na singlu Lany Del Rey „Summer Bummer” z jej albumu Lust for Life (2017).
W maju 2018 roku Carter wydał swój debiutancki album studyjny Die Lit, który zadebiutował na 3. miejscu na Billboard 200 w USA, sprzedając się w nakładzie 61 000 egzemplarzy odpowiadających sprzedaży albumu, w tym 5000 sprzedanych fizycznych egzemplarzy albumu, w pierwszym tygodniu sprzedaży. Później tego samego roku, w sierpniu 2018 roku, Carter zapowiedział swój drugi album studyjny, Whole Lotta Red (2020), który miał ukazać się dwa lata później. Prace nad Whole Lotta Red rozpoczęły się pod koniec 2018 roku. W ciągu kolejnych dwóch lat do sieci wyciekło wiele utworów, w tym uwielbiany przez fanów „Pissy Pamper”, który odtworzono dziesiątki milionów razy. Pomimo przecieków Carter nie wydał w tym okresie żadnej nowej, oryginalnej muzyki, choć wystąpił w kilku singlach, w tym „Baguettes in the Face” (wraz z Nav i A Boogie wit da Hoodie) z albumu DJ Mustarda oraz „Earfquake” Tylera, the Creatora.
W kwietniu 2020 roku Carter przerwał milczenie muzyczne, wydając singiel „@ Meh”, który zajął 35. miejsce na liście Billboard Hot 100. W kolejnym miesiącu pojawił się w singlu Drake'a „Pain 1993”, który zadebiutował na 7. miejscu listy Billboard Hot 100, co było pierwszym razem, kiedy znalazł się w pierwszej dziesiątce listy. W listopadzie 2020 roku Cartrer ogłosił, że album Whole Lotta Red jest ukończony i przesłany do jego wytwórni. Carter wystąpił także na ekskluzywnym albumie Lil Yachty'ego Lil Boat 3.5 w utworze „Flex Up” obok Future'a. 21 grudnia 2020 roku Carter potwierdził, że Whole Lotta Red ukaże się w Boże Narodzenie. Dotrzymał słowa i 24-utworowy album ukazał się 25 grudnia 2020 roku, debiutując na 1. miejscu na liście przebojów US Billboard 200, stając się pierwszym albumem Cartera, który znalazł się na szczycie tej listy przebojów.

### 2021–obecnie:Music
W czerwcu 2021 roku Playboi Carti wystąpił w utworach Pi'erre Bourne'a, w tym „Switching Lanes” i singlu Lil 1 Dte „Homixide”. W sierpniu tego samego roku wystąpił w piosence zespołu ABRA „Unlock It” i przyczynił się do powstania kilku utworów z albumu Kanye Westa Donda (2021), w tym „Off the Grid”, „Junya” i „Junya Pt 2”.
25 grudnia 2022 roku, po ponad rocznej przerwie od Twittera, Carter powrócił z wiadomościami sugerującymi nową muzykę. W marcu 2023 roku wykonał niepublikowany utwór zatytułowany „Rockstar” na Rolling Loud California, zapowiadając w ten sposób swój nadchodzący album. W maju 2023 roku Carter powrócił na Instagram po aresztowaniu w grudniu 2022 roku i opublikował zrzut ekranu przedstawiający jego rozmowę FaceTime z The Weeknd . Zaledwie kilka dni później The Weeknd ogłosili swój wspólny utwór „Popular” z udziałem Madonny, którego premiera odbyła się 2 czerwca 2023 roku. 7 lipca 2023 roku Carter wykonał nowy utwór zatytułowany „Pop Out” na Wireless Festival. 28 lipca 2023 roku Carter pojawił się na długo oczekiwanym albumie Travisa Scotta Utopia (2023) w utworze „Fein”, który znalazł się na 5. miejscu listy Billboard Hot 100.

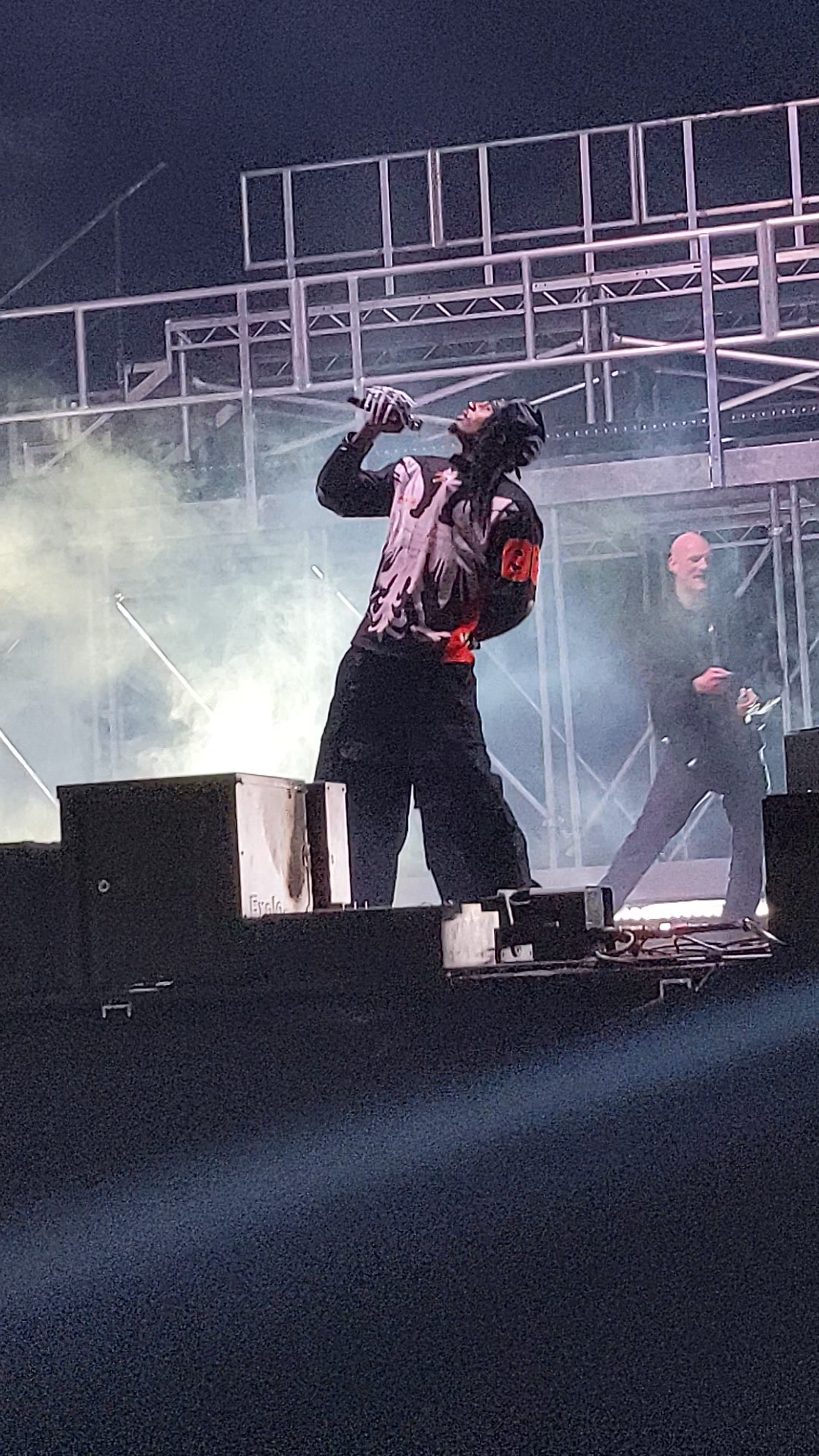
Carter występujący w sierpniu 2023 roku

W grudniu 2023 roku Carter zasugerował wydanie swojego nadchodzącego albumu w styczniu 2024 roku. Na Instagramie opublikował wpis „I Am Music” (ang. Jestem muzyką), po którym Pharrell Williams zamieścił tweeta z napisem „Przygotuj się” wraz z grafiką przypominającą okładkę nadchodzącego albumu. 8 grudnia Carter potwierdził datę premiery na 2024 rok, zamieszczając fragment z udziałem DJ-a Swampa Izzo. Tego samego dnia umieścił na swoim drugim koncie na Instagramie utwór „Different Day” oraz na YouTube utwór „2024”, wyprodukowany przez Kanye Westa, Ojivoltę i Earl on the Beat. 19 grudnia przy wydaniu kolejnego teledysku “H00dByAir” ujawnił, że jest ojcem dwóch, syna Onyx or córki Yves. 1 stycznia 2024 roku wydał „Backr00ms” z gościnnym udziałem Travisa Scotta. 4 lutego 2024 roku Carter wystąpił gościnnie podczas występu Travisa Scotta na 66. ceremonii wręczenia nagród Grammy. Tydzień później pojawił się na albumie Vultures 1 Kanye Westa i Ty Dolla Signa w utworach „Carnival” i „Fuk Sumn”, gdzie ten pierwszy stał się jego pierwszym singlem, który znalazł się na szczycie listy Hot 100. W marcu 2024 roku współpracował z Future i Metro Boomin przy utworze „Type Shit”, a 27 marca wystąpił wraz z Camilą Cabello przy utworze „I Luv It”. 13 września 2024 roku Carter wydał „All Red”, co było jego pierwszym solowym wydawnictwem streamingowym od 2020 roku. Zapowiadał też premierę swojego nowego albumu, wypuszczając na rynek różne pakiety gadżetów, co wzbudziło ekscytację wśród fanów. W październiku 2024 roku Carter i The Weeknd nawiązali współpracę przy utworze „Timeless”, który znalazł się na 3. miejscu Hot 100.

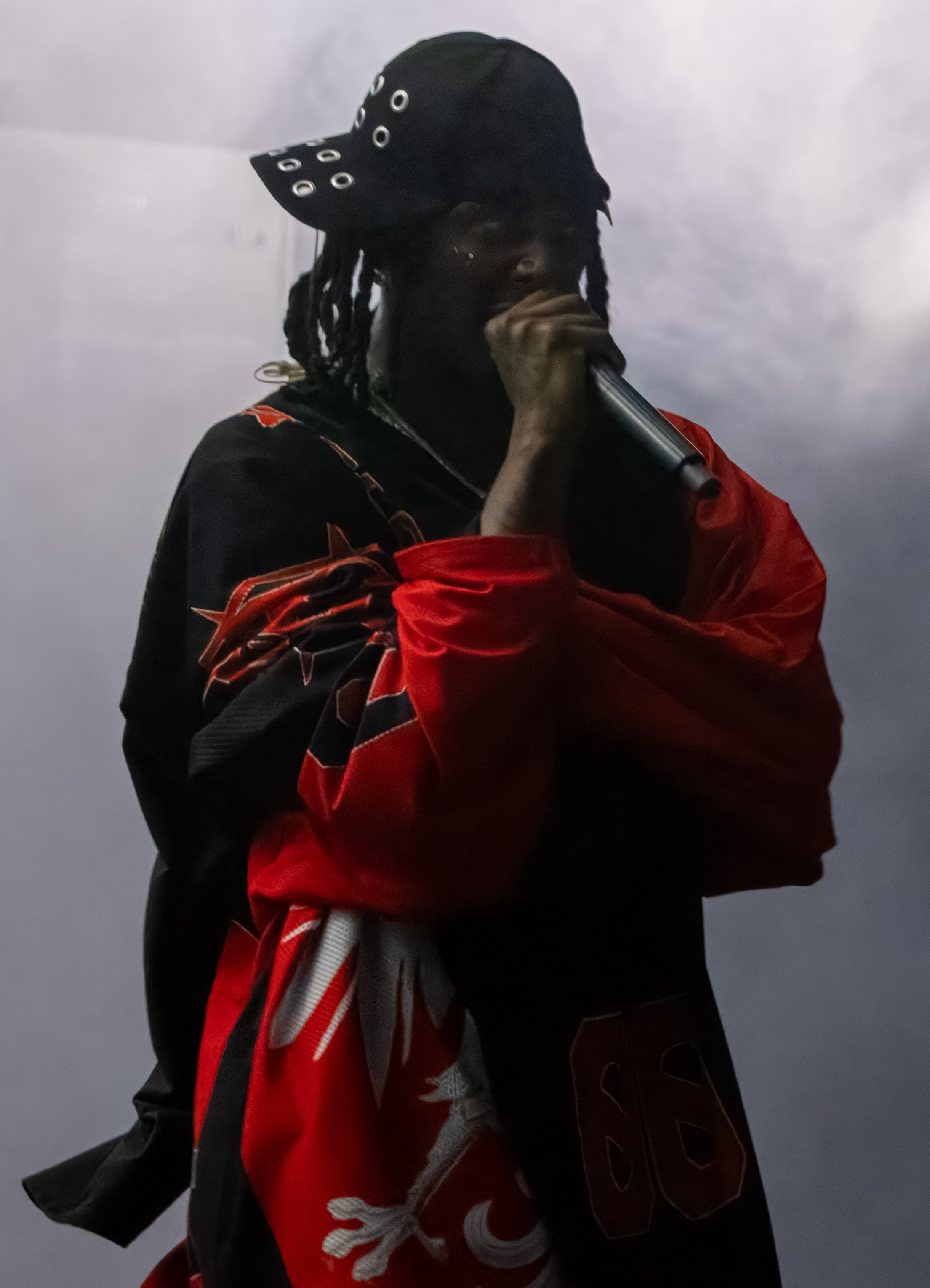
Carter podczas koncertu w lipcu 2024 roku

15 grudnia 2024 roku Carter wystąpił na Rolling Loud w Miami, gdzie kilka tygodni wcześniej ogłosił, że zamierza zagrać utwory ze swojego nadchodzącego albumu I Am Music podczas swojego występu. Ostatecznie zagrał pięć nowych piosenek.
14 marca 2025 roku Carti wydał swój trzeci album studyjny Music (znany również jako I Am Music) w serwisach streamingowych, po serii teaserów wraz z Spotify, swoim pierwszym tweecie od 2022 roku i poście wideo na Instagramie brytyjskiego artysty Blackhaine'a promującym i potwierdzającym wydanie.

## Styl i wpływy muzyczne

### Styl
Muzyka Cartera wpisuje się przede wszystkim w gatunek mumble rap, charakteryzujący się skupieniem na chwytliwych refrenach i zaraźliwych rytmach. Carter jest znany ze swojej wyjątkowej techniki wokalnej, często określanej mianem „głosu dziecięcego”, która przyciąga uwagę wysokimi, niewyraźnymi tonami. Zastosował tę technikę w takich popularnych piosenkach jak „Almeda” z Solange, „Earfquake” z Tylerem, the Creatorem i „Pissy Pamper” z Young Nudy i Pi'erre Bourne. Po wydaniu Whole Lotta Red (2020) eksperymentował również z różnymi wokalizacjami inspirowanymi metalem, takimi jak jego szorstki „głęboki głos”, który po raz pierwszy pojawił się w piosence „Mr. Miyagi” (wraz z Kanye Westem i Future’em), później w innych utworach, takich jak „Fein” Travisa Scotta, wspólnym singlu „Type Shit” z Future’em, Metro Boominem i Scottem oraz „I Luv It” Camili Cabello; ale jest on powszechniejszy w wielu niewydanych utworach spoza albumu.

### Wpływy muzyczne
Carter wymienił wpływy różnych artystów, w tym ASAP Rocky'ego, Kanye Westa, Jay-Z, MF Dooma, Slayera, Sex Pistols i Kiss. Uosabia osobowość „gwiazdy rocka” i jest znany ze swojego zabawnego, agresywnego i melodyjnego stylu. Prawie wszystkie utwory Cartera są improwizowane, co jest bezpośrednią inspiracją dla Lil Wayne'a. Carter względem swojej muzyki kładzie duży nacisk na atmosferę, a nie na tradycyjną lirykę. Krytycy zauważają, że jego rap jest często „oszczędny i powtarzalny”, a skupia się bardziej na płynności i chwytliwych frazach. Briana Younger z Pitchfork stwierdziła, że „muzyka Cartiego to mniej liryzm, a bardziej atmosfera”, dodając, że „wszystko, czego Carti nie ma pod względem treści, nadrabia czystą śmiałością”.

## Życie prywatne
W 2017 roku Carter krótko umawiał się z amerykańską modelką Blac Chyna. W 2018 roku Carter zaczął spotykać się z australijską raperką Iggy Azaleą. W 2020 roku TMZ poinformowało, że Azalea urodziła syna Cartera – Onyxa Kelly. W październiku 2020 Amethyst Kelly opublikowała na Instagramie story, w którym poinformowała, że nie jest już w związku z Carterem. Tego samego roku w serii tweetów oskarżyła Cartera o zdradę oraz zaniedbania wobec ich dziecka.
Carter przyjaźni się z Lil Uzim Vertem. Artyści wielokrotnie współpracowali, pojawiając się nawzajem na swoich albumach. Między 2017 a 2018 r. pojawiły się pogłoski o rzekomym mixtape’ie artystów, nazwanym przez fanów 16* 29.
Od czerwca 2019 roku mieszkał w okolicach Atlanty po przeprowadzce z Los Angeles.
Carter choruje na astmę.

### Problemy prawne
W lipcu 2017 roku został aresztowany pod zarzutem przemocy domowej po kłótni ze swoją dziewczyną. W sierpniu tego samego roku ogłoszono, że Carter nie zostanie oskarżony w tej sprawie.
W lutym 2018 roku Carter uderzył kierowcę w Gretna w Szkocji podczas jego trasy koncertowej. Następnie po procesie został ukarany grzywną w wysokości 800 funtów.
W kwietniu 2020 roku Carter został aresztowany pod zarzutem posiadania broni i narkotyków w hrabstwie Clayton w stanie Georgia. Po zatrzymaniu Cartera przez policję za nieważny numer rejestracyjny jego Lamborghini, funkcjonariusze znaleźli 12 torebek z marihuaną, trzy pistolety, Xanax, kodeinę i oksykodon. Po sprzeczce między Carterem a policją, on i inny mężczyzna o nazwisku Jaylon Tucker zostali aresztowani i zabrani do więzienia w hrabstwie Clayton. Carterowi postawiono zarzuty za przeterminowane tablice rejestracyjne, posiadanie marihuany i nieprawidłowe wyprzedzanie pojazdu uprzywilejowanego. Następnego dnia Carter został zwolniony za kaucją.
14 lutego 2023 roku ogłoszono, że Carter został aresztowany 29 grudnia 2022 roku pod zarzutem napaści po rzekomym uduszeniu swojej dziewczyny, która była w 14. tygodniu ciąży. Carter został zwolniony za kaucją dzień po aresztowaniu.

## Opium

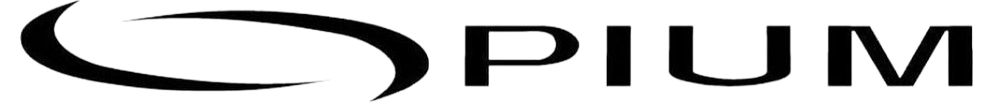
Logo opium

Opium to amerykańska wytwórnia płytowa i kolektyw rapowy założony w 2019 roku przez Playboi'a Cartiego. Wytwórnia z siedzibą w Atlancie w stanie Georgia obecnie skupia czterech artystów pochodzących z tego miasta: raperów Kena Carsona i Destroy Lonely oraz duet Homixide Gang. Wytwórnia współpracuje również z wieloma producentami, m.in. KP Beatz, F1lthy i Art Dealer, którzy m.in. pracowali nad drugim albumem studyjnym Playboia Cartiego, Whole Lotta Red (2020).
Artyści Opium zazwyczaj tworzą mroczny rap i estetykę, która wywodzi się ze sceny rage rap z Atlanty i jest inspirowana punk rockiem lat 70. i 80. Niszowy styl ich artystów odbiega od głównego nurtu raperów trap i zyskał własną, niemal kultową rzeszę fanów.

## Dyskografia

### Albumy

#### Albumy studyjne
| Tytuł           | Dane dot. albumu                                                                                   | Najwyższe pozycja na listach | Najwyższe pozycja na listach | Najwyższe pozycja na listach | Najwyższe pozycja na listach | Najwyższe pozycja na listach | Najwyższe pozycja na listach | Najwyższe pozycja na listach | Najwyższe pozycja na listach | Sprzedaż      | Certyfikat                                |
| Tytuł           | Dane dot. albumu                                                                                   | USA                          | AUS                          | CAN                          | FRA                          | BEL                          | NZL                          | SZW                          | UK                           | Sprzedaż      | Certyfikat                                |
| --------------- | -------------------------------------------------------------------------------------------------- | ---------------------------- | ---------------------------- | ---------------------------- | ---------------------------- | ---------------------------- | ---------------------------- | ---------------------------- | ---------------------------- | ------------- | ----------------------------------------- |
| Die Lit         | - Data: 11 maja 2018 - Wydawca: AWGE, Interscope - Format: Bootleg LP, digital download, streaming | 3                            | 49                           | 9                            | 86                           | 41                           | 27                           | —                            | 27                           | - USA: 5 000  | - USA: złoto - UK: złoto - PL: platyna    |
| Whole Lotta Red | - Data: 25 grudnia 2020 - Wydawca: AWGE, Interscope - Format: LP, digital download, streaming      | 1                            | 15                           | 2                            | 67                           | 18                           | 7                            | 37                           | 17                           | - USA: 10 000 | - USA: złoto - UK: złoto - PL: 2× platyna |
| Music           | - Data: 14 marca 2025 - Wydawca: AWGE, Interscope - Format: CD, LP, digital download, streaming    | 1                            | 1                            | 1                            | 4                            | 3                            | 1                            | 2                            | 1                            | - USA: 14 500 |                                           |

### Mixtape'y
| Tytuł                                      | Dane dot. mixtape'u                                                                                | Najwyższe pozycja na listach | Najwyższe pozycja na listach | Najwyższe pozycja na listach | Najwyższe pozycja na listach | Sprzedaż     | Certyfikat                                |
| Tytuł                                      | Dane dot. mixtape'u                                                                                | USA                          | USA R&B/HH                   | US Rap                       | CAN                          | Sprzedaż     | Certyfikat                                |
| ------------------------------------------ | -------------------------------------------------------------------------------------------------- | ---------------------------- | ---------------------------- | ---------------------------- | ---------------------------- | ------------ | ----------------------------------------- |
| THC: The High Chronical (jako Sir Cartier) | - Data: 5 listopada 2011 - Wydawca: Niezależnie - Format: Digital download                         | —                            | —                            | —                            | —                            |              |                                           |
| Young Misfit (jako Sir Cartier)            | - Data: 12 listopada 2012 - Wydawca: Niezależnie - Format: Digital download                        | —                            | —                            | —                            | —                            |              |                                           |
| Sensation (jako Sir Cartier)               | - Data: 15 lipca 2013 - Wydawca: Niezależnie - Format: Digital download                            | —                            | —                            | —                            | —                            |              |                                           |
| Playboi Carti                              | - Data: 14 kwietnia 2017 - Wydawca: AWGE, Interscope - Format: CD, LP, digital download, streaming | 12                           | 7                            | 6                            | 28                           | - USA: 7 000 | - USA: platyna - UK: srebro - PL: platyna |

### EP
| Tytuł                        | Dane dot. EP                                                                        |               |                                                                                   |
| ---------------------------- | ----------------------------------------------------------------------------------- | ------------- | --------------------------------------------------------------------------------- |
| Tytuł                        | Dane dot. EP                                                                        | Death in Tune | - Data: 13 maja 2015 - Wydawca: Niezależnie - Format: Digital download, streaming |
| PlayboiFresh (z Chris Fresh) | - Data: 11 lutego 2016 - Wydawca: Niezależnie - Format: Digital download, streaming |               |                                                                                   |

## Nagrody i nominacje
| Rok  | Nagroda                  | Kategoria               | Tytułem                                                | Wynik     | Przypisy        |
| ---- | ------------------------ | ----------------------- | ------------------------------------------------------ | --------- | --------------- |
| 2017 | BET Hip Hop Awards       | Best New Hip-Hop Artist | Playboi Carti                                          | Nominacja | [ 132 ] [ 133 ] |
| 2017 | BET Hip Hop Awards       | Best Mixtape            | Playboi Carti                                          | Nominacja | [ 132 ] [ 133 ] |
| 2018 | iHeartRadio Music Awards | Best New Hip-Hop Artist | Playboi Carti                                          | Nominacja | [ 134 ]         |
| 2022 | Grammy Awards            | Album of The Year       | Donda (jako artysta gościnny i autor tekstów)          | Nominacja | [ 135 ]         |
| 2024 | MTV Video Music Awards   | Best Hip Hop            | "Fein" (z Travisem Scottem)                            | Nominacja | [ 136 ]         |
| 2025 | Grammy Awards            | Best Rap Song           | "Carnival" (¥$, jako artysta gościnny i autor tekstów) | Nominacja | [ 137 ]         |